# Garath
Garath è un quartiere (Stadtteil) della città tedesca di Düsseldorf, appartenente al distretto 10.